# Subdialect
În dialectologie, noțiunea de subdialect corespunde unui tip de varietate teritorială a unei limbi, care face parte, împreună cu alte varietăți de același rang, dintr-o varietate teritorială mai mare, numită „dialect”. În română, termenul provine din limbi occidentale (cf. fr  sous-dialecte, en  subdialect) și are termeni corespondenți în alte limbi, dar este interpretat și folosit în mod neunitar atât de diferiți lingviști care se referă la varietățile teritoriale ale limbilor în general, cât și de cei care se ocupă numai de dialectologia unei limbi date.

## În lingvistica română
Termenul „subdialect” este folosit pentru varietățile teritoriale cele mai mari ale ceea ce se consideră a fi dialectul dacoromân al limbii române, în ideea că aceasta mai are și dialectele aromân, meglenoromân și istroromân. Aceasta este viziunea majorității lingviștilor români, în timp ce unii, precum George Giuglea, Alexandru Graur sau Ion Coteanu (acesta într-o anumită perioadă), considerau aceste varietăți limbi aparte, prin urmare numeau cu termenul „limba română” numai dacoromâna, iar varietățile teritoriale cele mai mari ale acesteia – dialecte.
În mod tradițional, dialectologia română distinge, în cadrul dialectului dacoromân al limbii române, cinci subdialecte (muntean, moldovenesc, bănățean, crișean și maramureșean), pe care unii lingviști le numesc „graiuri”. Astfel sunt Matilda Caragiu Marioțeanu sau Valeriu Rusu.. Alți lingviști disting subdialectul de grai, considerându-l pe acesta subordonat subdialectului. Graiul este folosit pe un teritoriu restrâns, de obicei rural, chiar și un singur sat, și are particularități lingvistice neesențiale, mai ales fonetice și lexicale, pe când subdialectul are și particularități gramaticale: exprimarea unor valori cazuale, forme pronominale, forme temporale și modale ale verbelor etc.. În această viziune, un grai este, de exemplu, cel de pe valea Crișului Negru) sau cel din Scărișoara, din cadrul subdialectului crișean.

## În ligvistici ale altor limbi
În lingvistica de limbă franceză se folosește noțiunea de sous-dialecte ca supraordonată celei de parler „grai” (în sensul de varietate de rangul cel mai mic), dar nu atât referitor la limba franceză, cât la unele limbi regionale din Franța, de pildă limba occitană. Aceasta se împarte în două dialecte. Unul este cel din Languedoc, cu două subdialecte, cel de est și cel de vest. Celălalt este cel din Provence, cu patru subdialecte: din valea Ronului, maritim, alpin și din regiunea orașului Nice. La rândul lor, aceste subdialecte se împart în parlers.
În lingvistica de limbă engleză se folosește termenul subdialect în legătură cu numeroase limbi, dar nu și cu limba engleză. Pentru varietățile teritoriale în general, se folosește termenul dialect.
În limba rusă se scriu lucrări de dialectologie atât despre această limbă, cât și despre limbile foarte variate din Rusia și din fosta Uniune Sovietică, precum și despre limbile slave în general. Termenului „subdialect” îi corespunde exact poddialekt, dar cel mai adesea termenul dialekt, pentru o subdiviziune a varietății de rangul cel mai înalt, numită narecie. Limba rusă are două asemenea varietăți, cea de nord și cea de sud, fiecare cu mai multe dialektî, care la rândul lor cuprind mai multe govorî „graiuri”.
În lingvistica maghiară, tipurile de varietăți teritoriale sunt numite nyelvjárás, cu diferite completări pentru locul lor în ierarhie. Corespunzător subdialectului este aproximativ tipul de varietate numit nyelvjáráscsoport, care cuprinde mai multe helyi nyelvjárás (lit. „grai local”), nyelvjáráscsoport traducându-se literal „grup de graiuri”. Acest tip de varietate este subordonat celui numit nyelvjárási régió lit. „regiune dialectală”, de rangul cel mai înalt.